# Museu Nacional d'Etiòpia
El Museu Nacional d'Etiòpia és un museu nacional d'Etiòpia localitzat a la capital, Addis Abeba, a prop el la Universitat d'Addis Abeba. Entre les seves peces hi ha restes d'homínids primerencs com Ardi i Selam, o la popular Lucy, que des del desembre del 2014 és un dels protagonistes de la nova galeria de paleontologia prehistòrica. Aquesta galeria també acull els representants més antics de la nostra espècie, Homo sapiens, de 160.000 anys, i les eines més antigues del món. També hi ha vestits cerimonials i trons, així com una gran col·lecció de pintures modernes i tradicionals d'Etiòpia.